# سارة مارشال
سارة مارشال (بالإنجليزية: Sarah Marshall)‏ هي ممثلة أمريكية وبريطانية، ولدت في 25 مايو 1933 بلندن في المملكة المتحدة، وتوفيت في 18 يناير 2014 بلوس أنجلوس في الولايات المتحدة بسبب سرطان. بدأت مشوارها المهني سنة 1954، ومن الجوائز التي نالتها جائزة المسرح العالمي سنة 1956.

## جوائز وترشيحات
جوائز
- جائزة المسرح العالمي (1956)

ترشيحات
- جائزة توني لأفضل ممثلة بارزة في مسرحية [الإنجليزية]‏ (1960)

## وصلات خارجية
- سارة مارشال على موقع IMDb (الإنجليزية)
- سارة مارشال على موقع قاعدة بيانات برودواي على الإنترنت (الإنجليزية)
- سارة مارشال على موقع قاعدة بيانات الفيلم (الإنجليزية)